# Fernando María, Elector de Baviera
Fernando María de Wittelsbach (Múnich, Alemania, 31 de octubre de 1636 - Palacio de Schleißheim, Alemania, 26 de mayo de 1679) fue Elector de Baviera, uno de los principales Electores del Sacro Imperio Romano Germánico desde 1651 hasta su muerte.

## Biografía
Hijo primogénito de Maximiliano I, duque y elector de Baviera y de su segunda esposa la archiduquesa María Ana de Austria, hija del Emperador Fernando II de Habsburgo, quién también fue su padrino.
Sucede a su padre y es coronado el 31 de octubre de 1654, apadrinado en sus inicios por su tío Alberto II de Wittelsbach, landgrave de Leuchtenberg y conde de Halle. Su política, caracterizada por un espíritu absolutista, se transforma en un modelo para muchos estados germanos. Forma una alianza con Francia, avanzando en pretensiones sobre la corona imperial, lo que le condujo al conflicto con la propia Casa de Habsburgo.[cita requerida]
Contrajo matrimonio con Enriqueta Adelaida de Saboya, hija de Víctor Amadeo I. 
Enriqueta Adelaida fue quien, desde Italia, introdujo en Baviera el Barroco. La Iglesia de los Teatinos fue construida el año 1663 como gesto de agradecimiento por el nacimiento del esperado heredero de la corona bávara, el príncipe Maximiliano Manuel. Al año siguiente, el matrimonio comisionó la construcción del Palacio de Nymphenburg en Múnich.
Fernando María falleció en el Palacio de Schleißheim y lo sucede su hijo Maximiliano Manuel. Está sepultado en la cripta de la Iglesia de los Teatinos en Múnich.

## Familia
De su matrimonio con Enriqueta Adelaida tuvo siete hijos:
- María Ana Cristina (1660-1690), casada con Luis de Francia, el Gran Delfín[2]
- Maximiliano II (1662-1726), Elector de Baviera
- Luisa Margarita Antonia (1663-1665)
- Ludwig Amadeus Victor (1665-1665)
- Kajetan María Franz (1670-1670)
- José Clemente (1671-1723), Arzobispo de Colonia, Obispo de Lieja, de Hildesheim y duque de Westfalia[3]
- Violante Beatriz (1673-1731), casada con Fernando de Médici.

## Ancestros
| Fernando Maria, Elector de Baviera | Padre: Maximiliano I, Elector de Baviera | Abuelo paterno: Guillermo V, Duque de Baviera | Padre del abuelo paterno: Alberto V, Duque de Baviera     |
| Fernando Maria, Elector de Baviera | Padre: Maximiliano I, Elector de Baviera | Abuelo paterno: Guillermo V, Duque de Baviera | Madre del abuelo paterno: Ana de Habsburgo-Jagellón       |
| Fernando Maria, Elector de Baviera | Padre: Maximiliano I, Elector de Baviera | Abuela paterna: Renata de Lorena              | Padre de la abuela paterna: Francisco I, Duque de Lorena  |
| Fernando Maria, Elector de Baviera | Padre: Maximiliano I, Elector de Baviera | Abuela paterna: Renata de Lorena              | Madre de la abuela paterna: Cristina de Dinamarca         |
| Fernando Maria, Elector de Baviera | Madre: María Ana de Habsburgo            | Abuelo materno: Fernando II de Habsburgo      | Padre del abuelo paterno: Carlos II de Estiria            |
| Fernando Maria, Elector de Baviera | Madre: María Ana de Habsburgo            | Abuelo materno: Fernando II de Habsburgo      | Madre del abuelo paterno: Maria Ana de Baviera            |
| Fernando Maria, Elector de Baviera | Madre: María Ana de Habsburgo            | Abuela materna: Maria Ana de Baviera          | Padre de la abuela materna: Guillermo V, Duque de Baviera |
| Fernando Maria, Elector de Baviera | Madre: María Ana de Habsburgo            | Abuela materna: Maria Ana de Baviera          | Madre de la abuela Materna: Renata de Lorena              |